# 그래도 좋아해
그래도 좋아해(喜欢你, This Is Not What I Expected)는 중국에서 제작된 데렉 후이 감독의 2017년 멜로/로맨스, 코미디, 드라마 영화이다. 금성무 등이 주연으로 출연하였다.

## 출연

### 주연
- 금성무
- 주동우

### 조연
- 손예주
- 양우녕
- 장국주
- 가오 샤오쑹

## 제작진
- 의상: 오리로